# Vlada Rosljakova

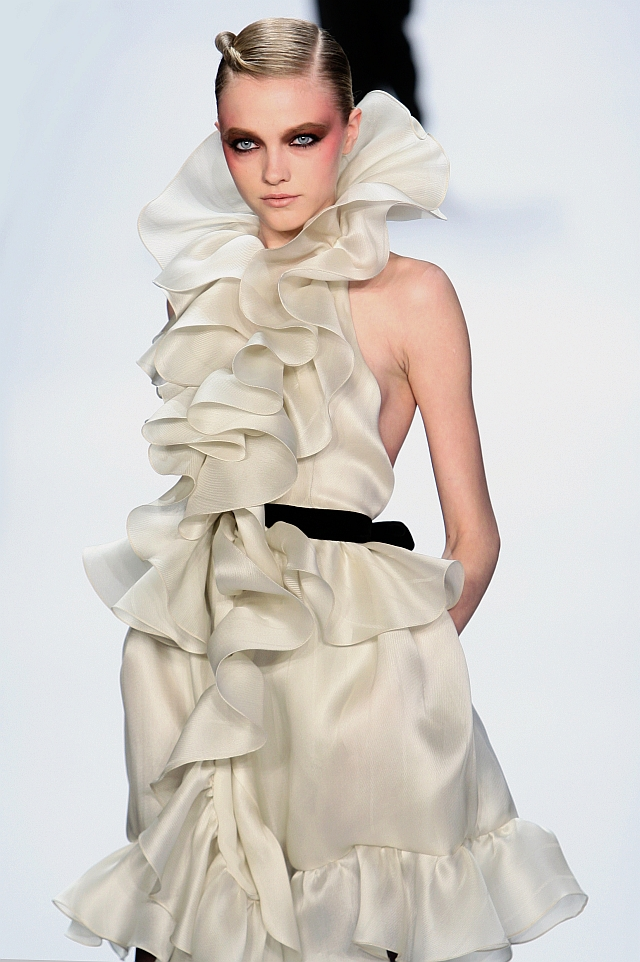
Vlada Rosljakova.

Vlada Rosljakova, född 8 juli 1987 i Omsk, Ryssland, är en rysk fotomodell. Hon började sin karriär säsongen sommaren 2005. Hennes första modevisning var för Yohji Yamamoto. Hon har även setts som modell i en Miss Sixty reklam. Hon är god vän med modellkollegan Sasja Pivovarova, även hon ryska.